# Cryptomarché

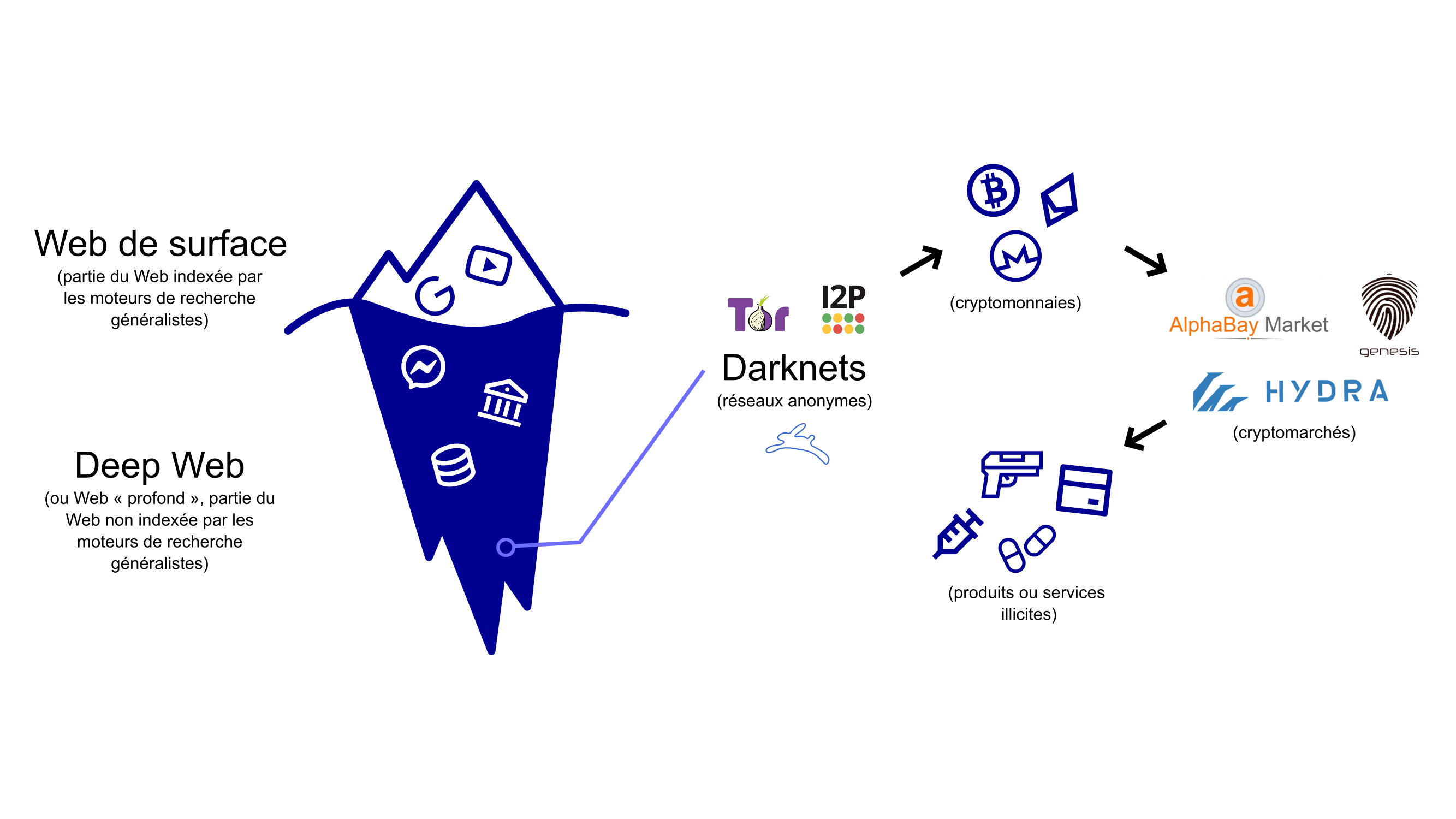
Fonctionnement des cryptomarchés.

Un cryptomarché, ou darknet market, est une plateforme de commerce en ligne spécialisée dans la vente de produits et services majoritairement illicites, accessibles via les darknets, des réseaux informatiques superposés. Ces sites, inaccessibles par les moteurs de recherche généralistes, exploitent des serveurs garantissant un certain anonymat et utilisent des communications chiffrées pour commercialiser une gamme variée de produits illégaux, tels que drogues, armes, faux billets, documents contrefaits, données dérobées, services de cybercriminalité et cyberarmes. Ces transactions, principalement effectuées en cryptomonnaies, ont généré un chiffre d'affaires estimé à plus de 2,5 milliards de dollars en 2022, selon Chainalysis, société américaine d’analyse de la blockchain.
L'émergence de ces marchés remonte aux débuts d'internet, mais c'est son expansion commerciale qui a stimulé la création des premiers sites dédiés à ce type de commerce. En 2006, The Farmer's Market, premier marché du darknet spécialisé dans la vente de drogues, a vu le jour même si à ses débuts il ne proposait que des échanges de mails cryptés comme Hushmail, et des forums. Sa particularité, par la suite adoptée par ses concurrents et successeurs, réside dans sa capacité à imiter les pratiques commerciales légales, telles que la garantie de livraison et la sélection rigoureuse des vendeurs. En 2010, le site migre vers le réseau Tor, basé sur un système de relais masquant l'origine et la destination des données, offrant ainsi un haut degré d'anonymat à ses utilisateurs. En 2011, Silk Road innove en intégrant les cryptomonnaies dans ses transactions, devenant ainsi le précurseur des cryptomarchés modernes. La combinaison de l'anonymat fourni par Tor, des adresses en .onion, et de l'utilisation du Bitcoin comme moyen de paiement difficilement traçable, a suscité une attention considérable, notamment à la suite de la première fermeture du site par le FBI et sa médiatisation.
L'ère post-Silk Road a vu l'émergence de nouveaux marchés tels qu'AlphaBay, Dream Market et Hansa, reprenant son modèle et mettant l'accent sur les avis clients pour garantir la sécurité et la fiabilité des transactions. Ces marchés fonctionnent selon une structure tripartite impliquant vendeurs, acheteurs et administrateurs. Chaque marché propose un catalogue de produits varié, des règles spécifiques et, dans certains cas, se spécialise dans certaines catégories de produits. Une certaine « éthique » a pu émerger, avec des sites interdisant des activités telles que la prostitution, le terrorisme ou la pédopornographie. La livraison s'effectue via les réseaux postaux traditionnels et, malgré les contrôles ciblés des douanes, seule une petite fraction des envois illicites est interceptée. Les acheteurs bénéficiant souvent de l'anonymat lié à ces transactions peuvent se protéger des sanctions. Silk Road fournissait même des tutoriels sur l'emballage discret des produits, avec des exemples comme le démontage d'armes en pièces détachées et en plusieurs colis.
La croissance de ces marchés illégaux représente un défi majeur pour les autorités judiciaires et policières internationales. Les difficultés liées à l'anonymat, à la traçabilité des transactions et à l'évolution constante des réseaux de vendeurs nécessitent une réponse adaptée et renforcée de la part de ces institutions.

## Communautés des cryptomarchés
Les pays anglophones, en particulier les États-Unis, ainsi que l'Europe occidentale, dominent le marché en termes de transactions. Ces régions se distinguent par la diversité de leur commerce. Certains pays se spécialisent dans des produits spécifiques : par exemple, les Pays-Bas et le Canada sont reconnus pour les fausses ordonnances médicales et la vente de drogues illicites, tandis que la Chine est connue pour les biens de luxe contrefaits. Bien que l'anglais soit prédominant, plusieurs sites affichent clairement leur affiliation à des communautés linguistiques et géographiques spécifiques. Par exemple, WeTheNorth est un marché canadien, Cocorico un marché français, et Cypher un marché russe, chacun utilisant la langue respective de sa communauté. D'autres langues comme le chinois sont également représentées, avec des supports dédiés pour les clients, et cela s'étend même à des langues parlées par un nombre plus restreint de personnes, telles que le suédois ou le finnois.

## Lutte contre le phénomène
Les autorités internationales déploient diverses stratégies pour démanteler les réseaux de cryptomarchés. Ces méthodes incluent l'exploitation de failles techniques et l'analyse des transactions cryptographiques. Ces efforts ont permis d'identifier et d'arrêter des vendeurs et des administrateurs, de saisir des serveurs et des fonds en cryptomonnaies. Bien que ces opérations puissent temporairement perturber ou arrêter des réseaux, elles se heurtent à la résilience de ces marchés, qui réapparaissent souvent sous de nouvelles formes. La transparence de la blockchain a pu être utilisée pour identifier des transactions mais l'adoption de nouvelles cryptomonnaies offrant un anonymat accru, comme Monero, représente un défi supplémentaire pour les autorités.
La coopération internationale est essentielle mais varie selon les pays. Parmi les opérations notables, on peut citer l'opération Onymous en 2014, qui a vu la collaboration du FBI, d'Europol et d'autres agences et a conduit à la fermeture de plus de 400 sites, y compris Silk Road 2.0. Son fondateur a été condamné à perpétuité, en partie à cause de traces numériques laissées par son imprudence. La fermeture d'AlphaBay et de Hansa en 2017 a été rendue possible grâce à des efforts conjoints des autorités américaines, canadiennes et européennes. Les autorités néerlandaises ont notamment pris le contrôle de Hansa, le gérant pour collecter des informations sur les transactions et les utilisateurs. Enfin, l'opération DisrupTor en 2020, menée par Europol avec la participation de plusieurs pays, a conduit à l'arrestation de 179 vendeurs et acheteurs et à la saisie de millions en espèces et en cryptomonnaies.

## Débats
Il est crucial de dissiper les idées reçues et les fantasmes entourant les cryptomarchés, ainsi que les confusions courantes dans l'opinion publique concernant l'architecture du web. Le darknet est constitué de réseaux utilisant des protocoles spécifiques, comme Tor, I2P ou Hyphanet (ex Freenet), qui permettent un anonymat avancé. Par ailleurs, le deep web, qui représente la majeure partie d'internet non indexée par les moteurs de recherche standards, abrite des contenus légitimes tels que des bases de données, souvent sensibles ou privées. Le dark web, quant à lui, qui est une partie de ce dernier, est un terme généraliste qui englobe des sites cachés, accessibles grâce au darknets, où l'anonymat prédomine. Bien qu'il héberge des activités illégales, dont les cryptomarchés, ces dernières ne représentent qu'une fraction de son contenu.
Il est important de souligner que des services controversés, souvent relayés par les médias, comme la prétendue existence de tueurs à gage sur le dark web, sont majoritairement considérés comme des arnaques par les experts. Les utilisateurs des cryptomarchés sont confrontés à de nombreux risques, incluant les escroqueries, les pratiques d'hameçonnage, l'extorsion, ainsi que la menace de malwares et de portes dérobées. Cependant, il est important de noter que seulement une minorité des utilisateurs de Tor, moins de 7%, s'engage dans des activités malveillantes. Tor sert également à accéder au Web visible de manière anonyme, permettant aux utilisateurs de contourner la censure gouvernementale, facilitant l'échange d'informations confidentielles entre hacktivistes ou journalistes. Ces usages soulèvent d'importantes questions éthiques liées au droit à la vie privée et au besoin d'un espace de protection et de liberté sur Internet.